# 주 예수의 생애
《주 예수의 생애》(The Life of Lord Jesus)는 영국의 작가 찰스 디킨스가 별세한 후에 발견된 원고를 출판한 기독교 동화이다. 예수의 생애와 십자가에서의 죽음 그리고 부활을 아버지가 자녀에게 이야기하는 구어체로 설명하고 있다. 한국어판으로는 시사영어사에서 한영대역본으로 출판한 번역본이 있다.